# Maxwell Montes
Maxwell Montes est un massif montagneux de la planète Vénus, où se trouve le point culminant de la planète, Skadi Mons, à environ 10,7 km au-dessus du rayon moyen.

## Géographie et géologie

### Topographie

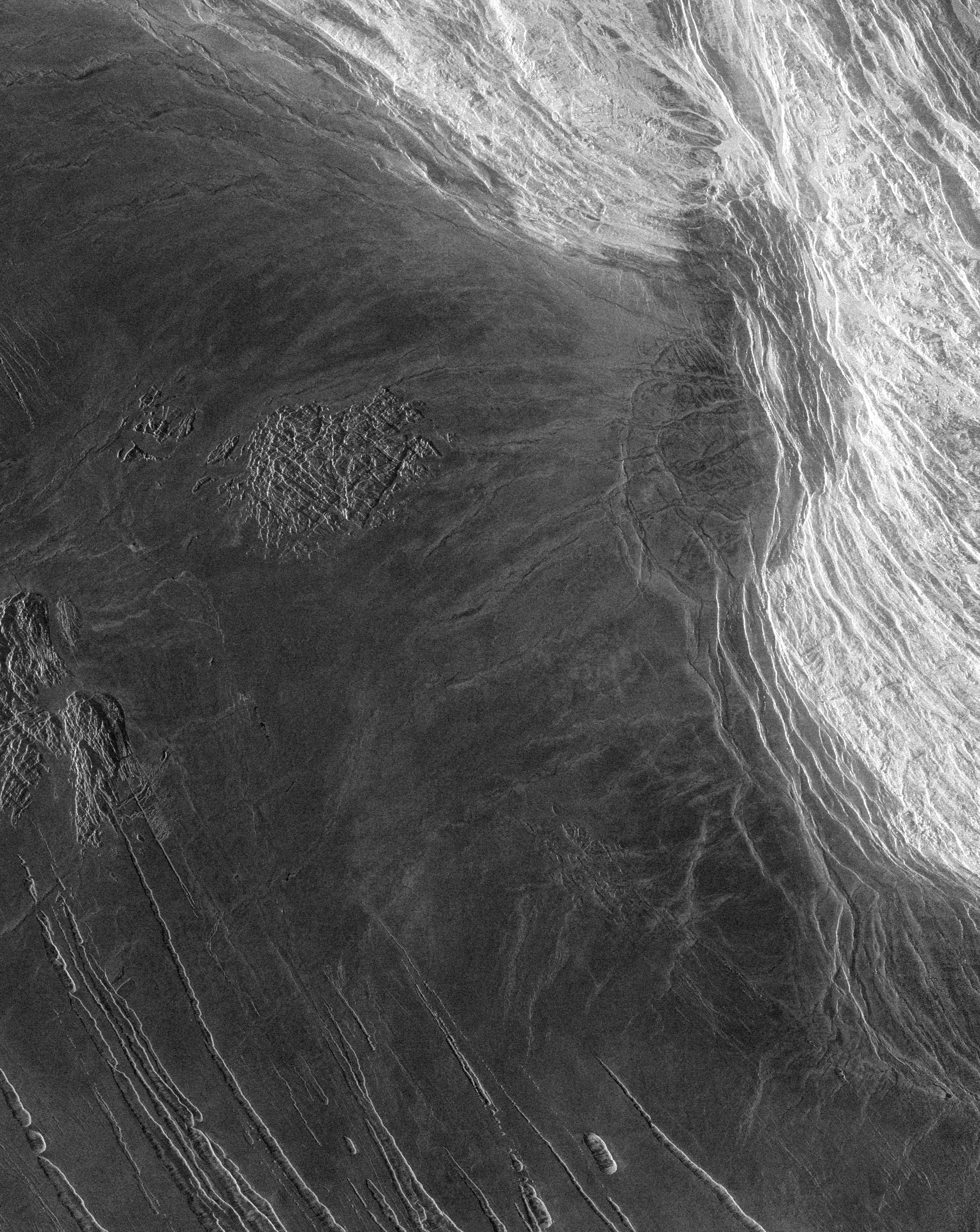
Image radar de Maxwell Montes obtenue par la sonde Magellan en 1996.

Situé au centre-ouest d'Ishtar Terra, la plus septentrionale des deux masses continentales vénusiennes, par 65,2° N et 3,3° E, le massif de Maxwell Montes s'étend sur 797 km et culmine à 10 700 m d'altitude, soit 6 400 m au-dessus des contreforts orientaux de Lakshmi Planum, qui constitue la région occidentale d'Ishtar Terra. Les pentes occidentales vers Lakshmi sont très abruptes, tandis que le massif descend plus doucement vers l'est en direction de Fortuna Tessera. Cette configuration suggère que la topographie de la région résulte d'une dynamique de compression. Des grabens de 60 à 120 km de long et de 10 à 40 km de large sont également bien visibles sur le versant occidental, confirmant l'analyse que l'axe dominant des forces de compression à l'origine de cette formation est vertical.

En raison de leur altitude particulièrement élevée, les sommets de Maxwell Montes sont les points de la surface vénusienne qui connaissent les températures et les pressions atmosphériques les plus faibles de toute la planète, respectivement 650 K et 4,75 MPa (soit environ 380 °C et 47 atm). À cette altitude, l'atmosphère de Vénus n'est plus un fluide supercritique — le dioxyde de carbone CO2, qui en constitue 96,5 %, cesse de l'être à moins de 7,38 MPa (72,8 atm), même si le diazote N2 pur le demeure jusqu'à 3,397 8 MPa (33,534 atm) — pour redevenir un gaz.

### Neige de métaux lourds
Les terrains de Maxwell Montes présentent globalement une réflectivité radar très élevée, chose fréquemment observée au niveau des régions vénusiennes situées en altitude. Ceci pourrait provenir de dépôts minéraux réfléchissants à ces longueurs d'onde, comme la pyrite (sulfure de fer(II) FeS), ou plus probablement la galène (sulfure de plomb(II) PbS) et la bismuthinite (sulfure de bismuth(III) Bi2S3), résultant d'un phénomène surnommé « neige de métaux lourds » sur Vénus : certains métaux lourds émis dans l'atmosphère lors d'éruptions volcaniques pourraient y réagir avec le dioxyde de soufre pour se condenser en sulfures et se déposer à la surface des terrains élevés. Mais, dans le cas particulier de Maxwell, les régions les plus élevées ne sont pas les plus réfléchissantes, ce qui pourrait indiquer que la réflectivité maximale est atteinte à des altitudes privilégiées, en dessous et au-dessus desquelles le phénomène s'estompe. Cette observation laisse penser que les minéraux responsables de la réflectivité radar élevée observée à des altitudes précises sur Vénus ne seraient stables que sous des conditions précises de pression, de température et de composition chimique de l'atmosphère de Vénus.

### Datation
Le cratère Cléopâtre, situé sur les flancs orientaux du massif, est un cratère d'impact relativement récent d'environ 105 km de diamètre pour 2,5 km de profondeur. Sa couronne est entaillée à l'est par une vallée à travers laquelle des flots de lave se sont déversés sur les plaines de Fortuna Tessera. Ce cratère apparaît très peu déformé malgré l'activité tectonique de la région, ce qui indiquerait que l'orogenèse de Maxwell Montes lui serait antérieure,, sans doute il y a quelques centaines de millions d'années, au Guinevérien.

## Toponymie
Maxwell Montes a été nommé d'après le physicien et mathématicien écossais James Clerk Maxwell, ce qui fait de cette structure, avec Alpha Regio et Beta Regio, une des trois exceptions à la règle qui veut que les formations géographiques de la surface de Vénus portent des noms de femmes ou de déesses.